# Cato Culp
Cato Simons (Groningen, 24 januari 1878 - Amsterdam, 18 april 1967), bekend geworden als Cato Culp, was een Nederlands zangeres en actrice. Ze was soubrette.
Ze werd geboren binnen het gezin van broodbakker Elias Simons en Helena Culp. Helena Culp was tante van Julia Culp, Betsy Rijkens-Culp, Betsy Culp en Juliette Culp. Een aantal van Helena's  broers waren musicus bij De Harmonie in Groningen. Zelf huwde ze humorist Martin Kempinski, die in 1926 in Hamburg overleed. Ze overleed in De Joodse Invalide in Amsterdam. Ze werd begraven op de Joodse begraafplaats in Muiderberg.
Ze was actief binnen het variété en zong in die hoedanigheid ooit samen met Greetje Kauffeld. Ze trad vaak op in het Salon des Variétés in Amsterdam (Amstelstraat). Haar tante Emilie Culp was eveneens variété-artieste.